# Peter-James Barron
Peter-James Barron (* 31. Dezember 1989 in Aberdeen) ist ein ehemaliger irischer Skilangläufer.

## Werdegang
Barron nahm von 2007 bis 2011 an FIS-Rennen und kontinentalen Wettbewerben teil. Bei den nordischen Skiweltmeisterschaften 2009 in Liberec erreichte er den 106. Rang im Sprint. Bei den Olympischen Winterspielen 2010 in Vancouver belegte er den 91. Platz über 15 km Freistil. Sein bestes Ergebnis bei den nordischen Skiweltmeisterschaften 2011 in Oslo  der 104. Platz über 15 km klassisch.